# Syarhey Matsveychyk
Syarhey Matsveychyk (tiếng Belarus: Сяргей Мацвейчык; tiếng Nga: Серге́й Матвейчик; sinh 5 tháng 6 năm 1988) là một cầu thủ bóng đá Belarus. Tính đến năm 2017, anh thi đấu cho Shakhtyor Soligorsk.

## Sự nghiệp quốc tế
Matsveychyk là một phần của U-21 Belarus đứng thứ 3 chung cuộc tại Giải vô địch bóng đá U-21 châu Âu 2011. Anh thi đấu 2 trận, nhận một thẻ đỏ trong trận đấu với U-21 Thụy Sĩ.
Matsveychyk ra mắt cho đội tuyển quốc gia ngày 15 tháng 11 năm 2014, trong trận đấu trước Tây Ban Nha tại vòng loại Euro 2016, thi đấu hết 90 phút.

## Danh hiệu
Gomel
- Vô địch Cúp bóng đá Belarus: 2010–11
- Vô địch Siêu cúp bóng đá Belarus: 2012

Shakhtyor Soligorsk
- Vô địch Cúp bóng đá Belarus: 2013–14